# Bracon flavifrons
Bracon flavifrons är en stekelart som beskrevs av Gaspard Auguste Brullé 1846. Bracon flavifrons ingår i släktet Bracon och familjen bracksteklar. Inga underarter finns listade.